# Behrouz Sebt Rasoul
 (août 2025).
Behrouz Sebt Rasoul (né à Téhéran le 7 juillet 1970) est un réalisateur, scénariste, producteur iranien,.Il est également musicien classique persan et auteur de plusieurs romans.Il est également musicien classique persan et auteur de plusieurs romans.

## Prix et distinctions
| Prix                                            | Date de l'événement | Lauréat             | Résultat                                                                                | Référence |
| ----------------------------------------------- | ------------------- | ------------------- | --------------------------------------------------------------------------------------- | --------- |
| 97e cérémonie des Oscars                        | 2025                | Behrouz Sebt Rasoul | Sélectionné par le Tadjikistan                                                          | ,         |
| Festival international du film de Goa (54e)     | 24 novembre 2023    | Behrouz Sebt Rasoul | Projection dans la section "Cinema of the World"                                        | [ 6 ]     |
| Festival international du film de Chennai (21e) | 21 décembre 2023    | Behrouz Sebt Rasoul | Section "World Cinema"                                                                  | [ 7 ]     |
| Keswick Film Festival (24e)                     | 1er mars 2024       | Behrouz Sebt Rasoul | Compétition officielle                                                                  | [ 8 ]     |
| Festival international du film de Fajr (42e)    | 3 février 2024      | Behrouz Sebt Rasoul | Compétition officielle                                                                  | [ 9 ]     |
| ImagineIndia Film Festival (Madrid)             | 2024                | Behrouz Sebt Rasoul | Meilleure photographie, design sonore, musique originale ; Nomination Meilleure actrice | [ 10 ]    |
| Iranian Film Festival, Zurich                   | 11 septembre 2024   | Behrouz Sebt Rasoul | Compétition officielle                                                                  | [ 11 ]    |
| Silk Road International Film Festival, Xi’an    | 16 septembre 2024   | Behrouz Sebt Rasoul | Section Panorama                                                                        | [ 12 ]    |
| İzmir International Film Festival               | 30 octobre 2024     | Behrouz Sebt Rasoul | Meilleure musique originale                                                             | [ 13 ]    |
| Duhok International Film Festival               | décembre 2024       | Behrouz Sebt Rasoul | Compétition officielle                                                                  | [ 14 ]    |
| Eurasia International Film Festival             | novembre 2024       | Behrouz Sebt Rasoul | Compétition officielle                                                                  | [ 15 ]    |
| Rain International Nature Film Festival (RINFF) | novembre 2024       | Behrouz Sebt Rasoul | Compétition officielle                                                                  | [ 16 ]    |
| Dhaka International Film Festival (23e)         | 11 janvier 2025     | Diman Zandi         | Meilleure actrice                                                                       | [ 17 ]    |
| Australian Cinémathèque                         | 19 février 2025     | Behrouz Sebt Rasoul | Projection spéciale                                                                     | [ 18 ]    |
| Cine Club Persan, Suisse                        | 18 mars 2025        | Behrouz Sebt Rasoul | Projection spéciale                                                                     | [ 19 ]    |
| Projection au Cannes Cinéma / France            | Septembre 2025      | Behrouz Sebt Rasoul | Projection spéciale                                                                     | ,         |

## Projections à venir
En septembre 2025, le film *Melody* (2023) de Behrouz Sebt Rasoul sera projeté dans le cadre de l'événement culturel **Les Jeudis de Cannes Cinéma – Zoom sur le cinéma iranien**, organisé par la Ville de Cannes dans le cadre de la saison Cannes Cinéma 2025–2026,.

### Enfance et formation
Né à Téhéran, il est diplômé de l'Université de génie industriel de Karaj.

### Carrière
Il a commencé sa carrière en réalisant des courts métrages et des documentaires. Il a réalisé trois courts métrages et 1 300 minutes de documentaires. Il est l'un des cinéastes indépendant d'Iran et a produit la plupart de ses œuvres avec son propre capital. En 2013, il quitte son emploi d'ingénieur industriel et fonde la société cinématographique Nama Film, qu'il dirige encore aujourd'hui.
Sebt Rasoul a réalisé son premier long métrage intitulé « Identité » en 2015 et il a remporté le prix du meilleur film au Festival des enfants CMS en Inde et a été projeté dans divers festivals tels que Dhaka et Chennai.
Il a réalisé son deuxième long métrage intitulé « Pas de pluie sans ours » en 2020. Le thème de son film parle d'un réalisateur qui doit terminer sa dernière séquence mais est enfermé dans sa maison.
En 2023, le film Mélodie, présenté en première au GOA Film Festival, a été choisi comme représentant du Tadjik pour Oscar du meilleur international Film Meilleur film international aux 96e Oscars Oscar Awards 2024.

Il s'agit de la professeure de musique Mélodie qui souhaite composer une pièce sincère pour les enfants qui luttent contre le cancer, en utilisant le son de 30 oiseaux.

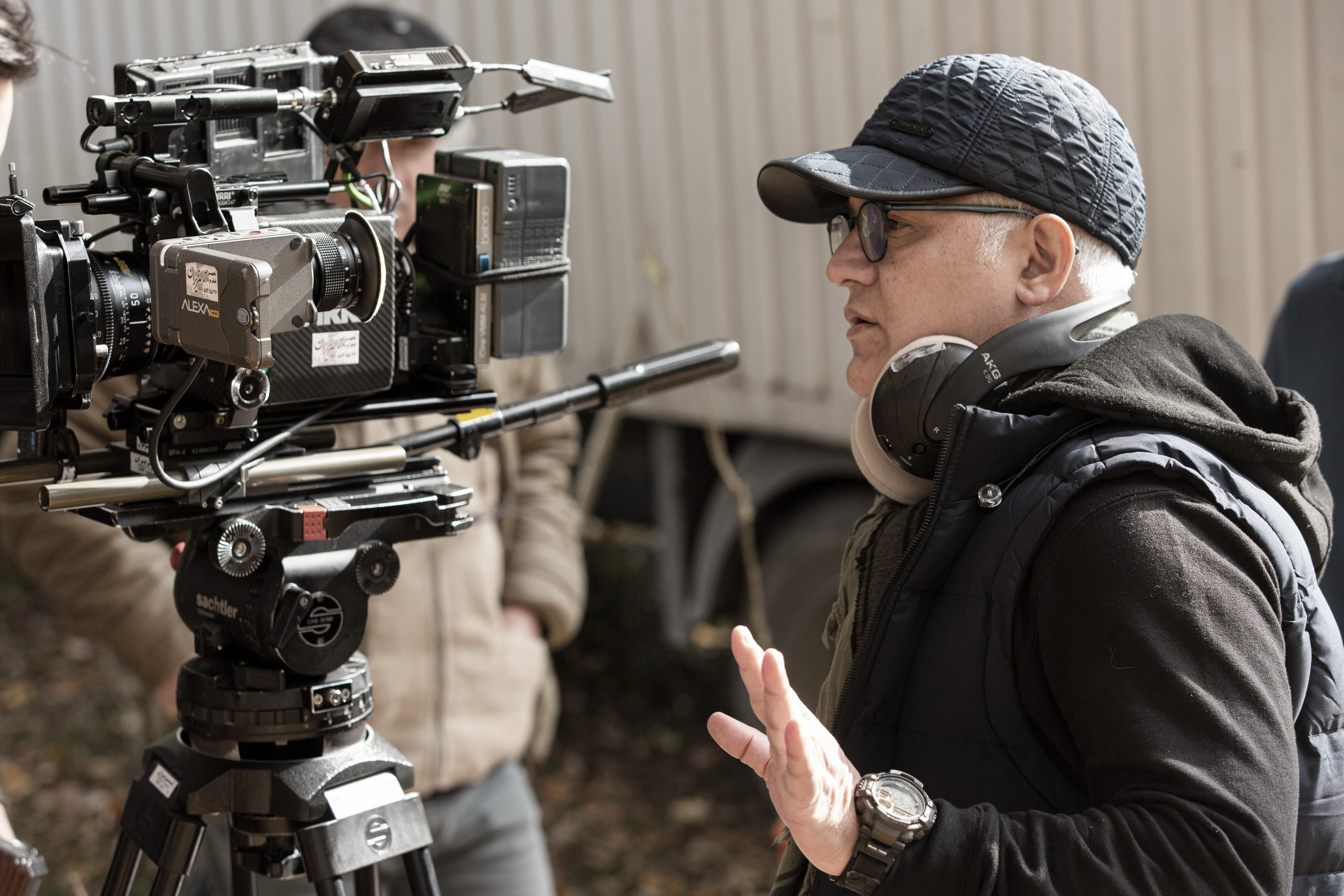
Behrouz Sebt Rasoul pendant un tournage.

Le film a été sélectionné comme candidature tadjike pour le Oscar du meilleur film international meilleur long métrage international lors de la Oscars du cinéma,96e cérémonie des Oscars.
Mélodie se déroule dans un centre de soins pour enfants atteints de cancer. Le film est sélectionné au 54e Festival International du Film d'Inde et fera sa première projection internationale dans la section Cinéma du Monde,. Il a été sélectionné au 21e Festival international du film de Chennai et sera projeté du 14 au 21 décembre,. et dans la section compétition du 24e Keswick Grande-Bretagne Film Festival Royaume-Uni, du 29 février au 3 mars 2024,.

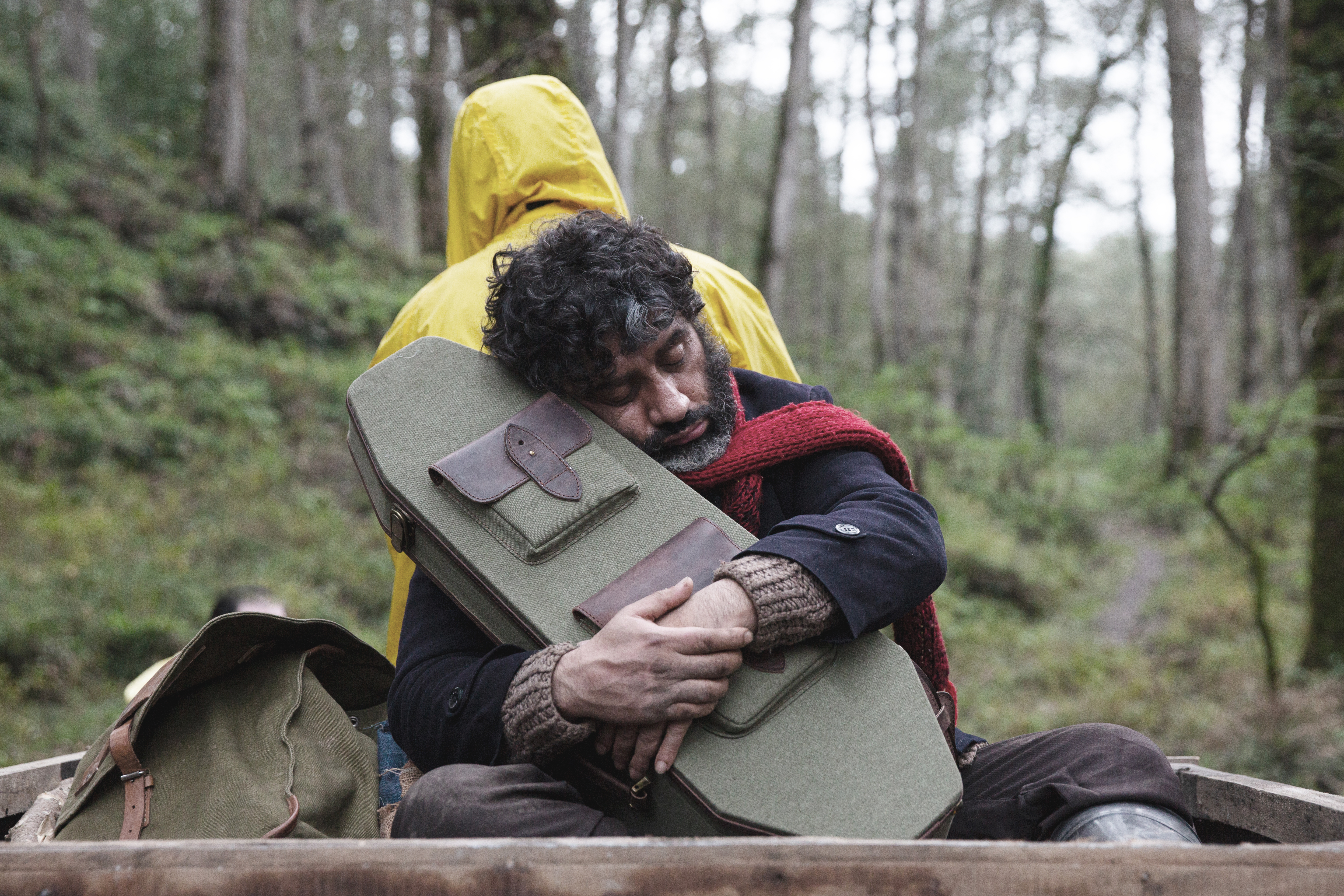
Une scène du film Melody.

Melody a été sélectionné dans la section compétition du 24e Festival du film de Fajr 2024 Iran pays, et du 23e ImagineIndia Int’l Festival du cinéma de Madrid.

## Filmographie
- Une scène du film Mélodie.Identité (2015)

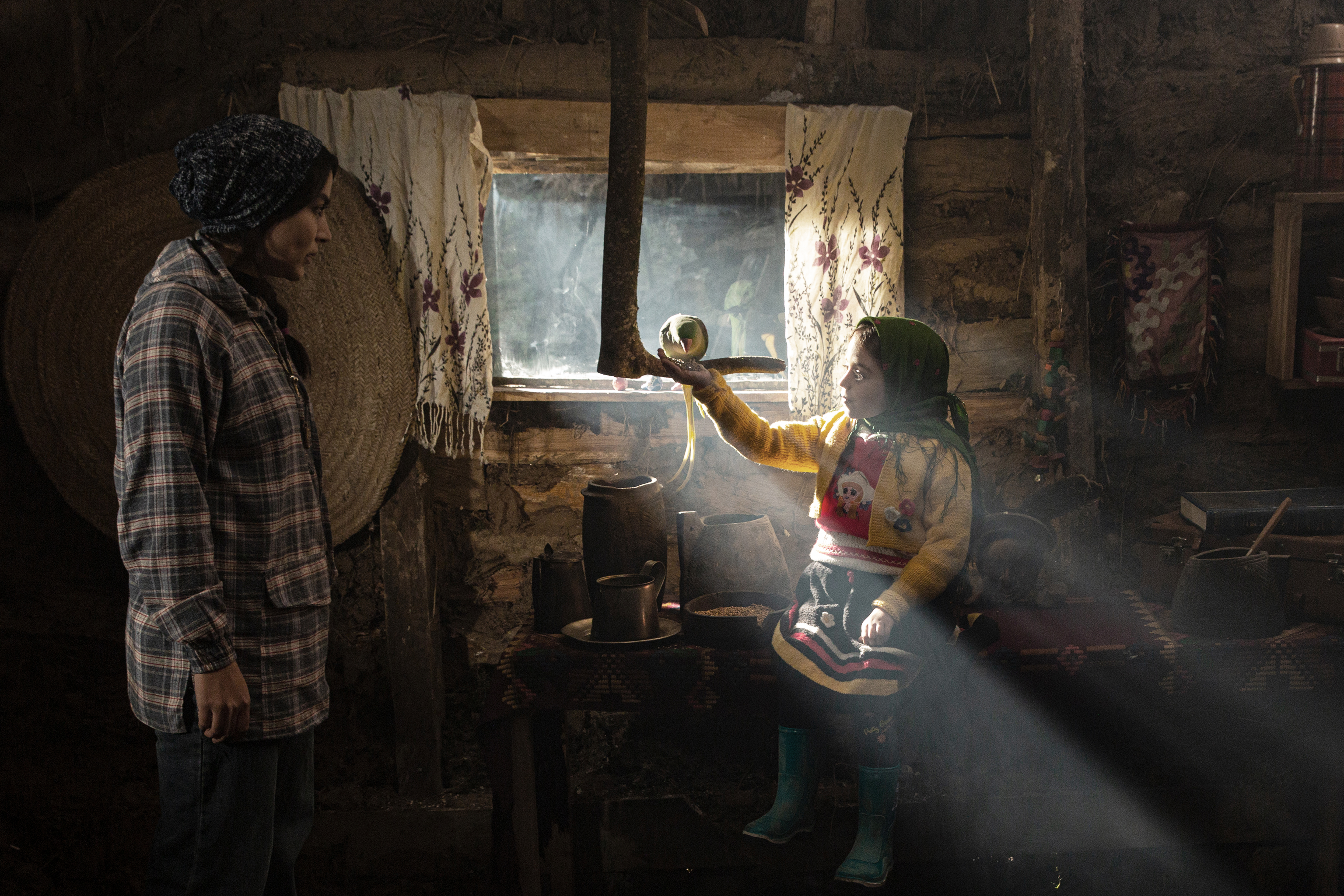
Une scène du film Mélodie.

- « Pas de pluie sans ours » (2020)
- Avant onze (2021)
- Entre deux maisons (2022)
- Mélodie (2023)

## références
1. ↑  (fa) « behrouz sebt rasoul », sur namafilm (consulté le 14 septembre 2023)
2. 1 2 3 4 5  (en) « behrouz sebt rasoul », sur namafilm (consulté le 14 septembre 2023)
3. ↑  « Tajikistan Selects 'Melody' as Oscar Entry », sur Variety, 1er octobre 2024 (consulté le 4 août 2025)
4. ↑  « Iranian director's "Melody" represents Tajikistan for Oscar 2024 », sur Tehran Times, 30 septembre 2024 (consulté le 4 août 2025)
5. ↑  « Behrouz Sebt Rasoul’s ‘Melody’ Picked As Tajikistan’s Oscar Entry », sur Deadline, 2 octobre 2024 (consulté le 4 août 2025)
6. ↑  « 4 Iranian movies go to Goa IFFI », sur Mehr News, 22 novembre 2023 (consulté le 4 août 2025)
7. ↑  « Melody screened at Chennai International Film Festival », sur Tehran Times, 22 décembre 2023 (consulté le 4 août 2025)
8. ↑  « Keswick Film Festival 2024 Programme », sur Keswickfilmclub.org (consulté le 4 août 2025)
9. ↑  « Melody competes at 42nd Fajr Festival », sur Tehran Times, 3 février 2024 (consulté le 4 août 2025)
10. ↑  « Melody wins 3 awards at ImagineIndia », sur ImagineIndia Film Festival (consulté le 4 août 2025)
11. ↑  « Melody at Iranian Film Festival Zurich », sur Iranian Film Festival Zurich (consulté le 4 août 2025)
12. ↑  « Melody screened at Silk Road Film Festival », sur Silk Road International Film Festival (consulté le 4 août 2025)
13. ↑  « Izmir Festival awards Melody for Best Music », sur Izmir Film Festival (consulté le 4 août 2025)
14. ↑  « Melody selected at Duhok Film Festival », sur Duhok Film Festival (consulté le 4 août 2025)
15. ↑  « Eurasia selects Melody for competition », sur Eurasia International Film Festival (consulté le 4 août 2025)
16. ↑  « Melody in Rain International Nature Film Festival », sur RINFF (consulté le 4 août 2025)
17. ↑  « Diman Zandi wins Best Actress at Dhaka Festival », sur Dhaka International Film Festival (consulté le 4 août 2025)
18. ↑  « Melody screened at Australian Cinémathèque », sur Australian Cinémathèque (consulté le 4 août 2025)
19. ↑  « Melody screening at Cine Club Persan, Switzerland », sur Cine Club Persan (consulté le 4 août 2025)
20. 1 2  (fa) « 2 films iraniens seront projetés dans les cinémas de Cannes », sur ISNA,‎ 5 août 2025 (consulté le 6 août 2025)
21. 1 2  « Les Jeudis de Cannes Cinéma – Zoom sur le cinéma iranien », sur Cannes.com, Ville de Cannes (consulté le 6 août 2025)
22. 1 2 3  (en) « Iranian director’s Melody represents Tajikistan for Oscar 2024 », Tehran Times, 6 août 2023 (consulté le 2 septembre 2023)
23. ↑  (en) « Chennai festival to disclose Iran’s “Identity” », sur namafilm (consulté le 23 juillet 2016)
24. ↑  (en) « Iranian director’s “Melody” represents Tajikistan for Oscar 2024 », EciEco (consulté le 2 septembre 2023)
25. ↑  (en) Steve Pond, « 89 Films Enter International Race at 96th Academy Awards », sur The Wrap, 30 octobre 2023 (consulté le 31 octobre 2023)
26. ↑  (en) « Iranian directors represent six countries at International Film Festival of India », sur tehrantimes (consulté le 17 novembre 2023)
27. ↑  (fa) « سفر «شهربانو» و «ملودی» به جشنواره‌های هندی », sur mehrnews (consulté le 19 novembre 2023)
28. ↑  (en) « Highlights of 21st Chennai International Film Festival – Press Meet Stills », sur chennaivision (consulté le 1er décembre 2023)
29. ↑  (en) « «سونسوز» به جشنواره حقوق بشر می‌رود/ «ملودی» در هند », sur mehrnews (consulté le 25 novembre 2023)
30. ↑  (en) « “Melody”, “Maman” to go on screen in Keswick film festival », sur tehrantimes (consulté le 28 janvier 2024)
31. ↑  (en) « Keswick Film Festival - Films », sur keswickfilm.org (consulté le 28 juin 2024)
32. ↑  (en) « 2024 Fajr Film Festival announces international lineup », sur tehrantimes (consulté le 3 février 2024)
33. ↑  (en-US) « MELODY (2023) - A Captivating Masterpirece by Nama Film » (consulté le 28 juin 2024)
34. ↑  (en) « Melody (Behrouz Sebt Rasoul) Iran/Tajikistan. Official Section », sur imagineindiafestival (consulté le 3 février 2024)